# 瓦尔特·皮希勒
瓦尔特·皮希勒（德語：Walter Pichler，1959年10月23日—），德国男子冬季两项运动员。他曾代表西德参加1984年冬季奥林匹克运动会冬季两项比赛，获得男子4×7.5接力铜牌。